# Damien Sandras
Damien Sandras je velmi dobře znám v komunitě svobodného softwaru díky svojí práci na vývoji GNOME, přesněji aplikace Ekiga, přední Open Source softphone pro desktopový operační systém Linux.
Je také zakladatelem projektu FOSDEM, nejdůležitější konferenci programátorů svobodného softwaru v Evropě.
Sandras graduoval na Université Catholique de Louvain.
Nyní vede NOVACOM.